# Łada Togliatti (piłka nożna)
Łada Togliatti (ros. Футбольный клуб «Лада» Тольятти, Futbolnyj Kłub "Łada" Toljatti) - sekcja piłkarska klubu sportowego "Łada" z siedzibą w mieście Togliatti.

## Historia
Chronologia nazw:
- ???–1968: Trud Togliatti (ros. «Труд» Тольятти)
- 1969: Chimik Togliatti (ros. «Химик» Тольятти)
- 1970–1988: Torpedo Togliatti (ros. «Торпедо» Тольятти)
- 1989–1996: Łada Togliatti (ros. «Лада» Тольятти)
- 1997–1999: Łada-Togliatti-WAZ Togliatti (ros. «Лада‑Тольятти‑ВАЗ» Тольятти)
- 2000–2010: Łada Togliatti (ros. «Лада» Тольятти)
- 2012–...: Łada Togliatti (ros. «Лада» Тольятти)

Piłkarska drużyna Torpedo została założona w mieście Togliatti w 1970 roku w wyniku fuzji klubów Chimik Togliatti i Mietałłurg Kujbyszew. Tak jak po zakończeniu sezonu 1969 okazało się, że sąsiednie miasto Kujbyszew w najwyższej lidze radzieckiej będzie przedstawione dwoma drużynami Krylja Sowietow Kujbyszew i Mietałłurg Kujbyszew, to postanowiono ostatnią drużynę rozwiązać i stworzyć mocną drużynę w Togliatti, która godnie reprezentowałaby fabrykę samochodów WAZ. Tak powstał klub Torpedo.
W 1970 klub debiutował w Drugiej Grupie A, strefie 3 Mistrzostw ZSRR i występował w niej do 1989. Jeden sezon 1990 spędził w Drugiej Niższej Lidze, strefie 7, ale w 1991 powrócił do Drugiej Ligi, strefy Centralnej. Od 1989 klub nazywał się Łada Togliatti.
W Mistrzostwach Rosji klub startował w Pierwszej Lidze, strefie Centralnej i występował w niej do 1998, z wyjątkiem 1994 i 1996, kiedy to reprezentował miasto w Rosyjskiej Wyższej Lidze.
W 1999 klub nie otrzymał licencji klubu profesjonalnego (brak stadionu z podgrzewem murawy) i był zmuszony rozpocząć rozgrywki w Drugiej Dywizji, strefie Nadwołżańskiej. Klub zajął pierwsze miejsce w swojej strefie i powtórzył sukces w turnieju finałowym, tym samym powrócił do Pierwszej Dywizji.
W sezonie 2003 klub zajął ostatnie 22 miejsce i spadł do Drugiej Dywizji, strefy Uralsko-Nadwołżańskiej, w której występuje do dziś, z wyjątkiem 2006, kiedy to wskoczył na rok do Pierwszej Dywizji.
W 2010 klub został rozformowany, ale po dwóch latach ponownie odrodzony.

## Sukcesy
- 1 miejsce w Drugiej Lidze ZSRR, strefie 2: 1980
- Zdobywca Pucharu Rosyjskiej FSRR: 1980
- 16 miejsce w Rosyjskiej Premier Lidze: 1994
- 1/2 finału Pucharu Rosji: 2003